# Max (Dingo)
Pour les articles homonymes, voir Max.
Max (en anglais Max Goof) est un personnage de fiction créé par la Walt Disney Company en 1992. Il est le fils de Dingo apparu dans la série télévisée d'animation La Bande à Dingo (1992-1993)
Il est donc un chien anthropomorphe, mais sa mère n'est pas connue. Son meilleur ami est son voisin P.J., le fils de Pat Hibulaire.
Au début de la série, il est âgé de 11 ans et fait les 400 coups avec P.J.

## Apparitions
Max apparaît également dans les longs métrages d'animation Dingo et Max (1995) et Dingo et Max 2 : Les sportifs de l'extrême (2000) ainsi que le jeu vidéo Goof Troop (1993) et le film Mickey, il était une fois Noël (1999). Il apparaît également plus âgé dans le film Mickey, il était deux fois Noël (2004).
On peut voir une grande quantité de photographies de Max à l'occasion de l'épisode Couacs en vrac! (Quack Pack!) de la série La Bande à Picsou de 2017. Dingo est présent dans l'histoire et, au détour d'une conversation, il fait référence à son fils Max dont il montre de nombreuses photos tirées de son portefeuille.
Il est doublé principalement par Christophe Lemoine,,,. Notons aussi les voix d'Arthur Pestel, (Mickey, il était une fois Noël et Max enfant dans Dingo et Max 2) et de Sébastien Belson (voix chantée dans Dingo et Max).

### Filmographie
- 1992-1993 : La Bande à Dingo (Goof Troop) (série télévisée)
- 1995 : Dingo et Max (A Goofy Movie)
- 1999 : Mickey, il était une fois Noël ( Mickey's Once Upon a Christmas)
- 2000 : Dingo et Max 2 : Les sportifs de l'extrême (An Extremely Goofy Movie)
- 2004 : Mickey, il était deux fois Noël (Mickey's Twice Upon a Christmas)
- 2017-2021 : La Bande à Picsou (DuckTales) (série télévisée) (caméo)